# 425
Năm 425 là một năm trong lịch Julius.

## Mất
- 10 tháng 10 - Atticus, Tổ của Constantinople
- Joannes, người cướp ngôi trong Đế quốc Tây La Mã
- Flavius Castinus, chính trị gia người La Mã
- Gamliel VI, Nasi cuối cùng (người đứng đầu Sanhedrin)
- Helian Bobo